# Hygon Information Technology
Hygon Information Technology Company Limited («Хайгуан Синьси») — китайская государственная бесфабричная компания, специализируется на разработке и сбыте аппаратных ускорителей, центральных, графических и нейронных процессоров, а также блоков управления приводом. Основана в 2014 году, штаб-квартира расположена в Пекине. 

## История
Компания основана в октябре 2014 года в Тяньцзине под названием Tianjin Haiguang Advanced Technology Investment (THATIC). В 2016 году она создала в Чэнду два совместных предприятия с американской компанией AMD — Chengdu Haiguang Microelectronics (HMC), в котором владела 49 % акций, и Chengdu Haiguang Integrated Circuit Design (HICD), в котором владела 70 % акций. Оба СП продвигали на китайском рынке локальную лицензионную версию процессоров Zen. 
Позже THATIC была переименована в Hygon Information Technology. В 2018 году Hygon выпустила на китайский рынок систему на кристалле Hygon Dhyana, созданную в результате сотрудничества с AMD на микроархитектуре Zen. В июне 2019 года американские власти внесли Hygon и её совместные предприятия с AMD в санкционный список (запретили покупать американское оборудование и технологии); после торговых ограничений прервались контакты Hygon и с GlobalFoundries.  
В августе 2022 года Hygon провела IPO на Шанхайской фондовой бирже, в ходе которого собрала 1,6 млрд долл. США. В 2023 году Hygon Information Technology заняла 1751-е место в рейтинге Forbes Global 2000 и вошла в состав биржевого индекса CSI 300.

## Деятельность
Продукция Hygon используется в рабочих станциях, серверах и дата-центрах, а также в системах обработки больших данных, искусственного интеллекта и бизнес-вычислений. Расходы на исследования и разработки составляют почти 70 % оборота компании. Среди крупнейших клиентов Hygon — производитель серверов и суперкомпьютеров Sugon.

## Акционеры
Крупнейшими акционерами Hygon Information Technology являются Ли Цзиньян (11,36 %), Фонд Китайской академии наук (6,98 %), Chaos Investment Group (4,74 %), Meishan FTPZ (4,03 %), Zhongke Tuling Fund Management (3,7 %), China Broadband Capital Partners (3,49 %), Haihe Yanrui Equity Investment Fund (3,46 %), Qianhai Rongtai Zhonghe Shenzhen Equity Fund Management (2,78 %), Binhai High-Tech Zone Asset Management (2,74 %), China Asset Management (2,54 %) и Galaxy Asset Management (2,02 %).